# Arudy
Arudy (okzitanisch: Arudi) ist eine französische Gemeinde mit 2238 Einwohnern (Stand: 1. Januar 2022) im Département Pyrénées-Atlantiques in der Region Nouvelle-Aquitaine. Der Ort gehört zum Kanton Oloron-Sainte-Marie-2 (bis 2015: Kanton Arudy) im Arrondissement Oloron-Sainte-Marie. Die Einwohner werden Arudyen(ne)s genannt.

## Geografie
Arudy liegt etwa 21 Kilometer südsüdwestlich von Pau im Nationalpark Pyrenäen im Tal Vallée d’Ossau am Gave d’Ossau. Umgeben wird Arudy von den Nachbargemeinden Buzy und Bescat im Norden, Sévignacq-Meyracq im Nordosten, Sainte-Colome im Osten, Louvie-Juzon im Südosten, Izeste und Bilhères im Süden, Escot im Südwesten, Oloron-Sainte-Marie im Westen und Nordwesten sowie Buziet im Nordwesten.
Durch die Gemeinde verläuft die frühere Route nationale 618.

## Bevölkerungsentwicklung
| Jahr      | 1962 | 1968 | 1975 | 1982 | 1990 | 1999 | 2006 | 2012 |
| Einwohner | 2444 | 2874 | 2892 | 2705 | 2537 | 2234 | 2246 | 2185 |

## Sehenswürdigkeiten

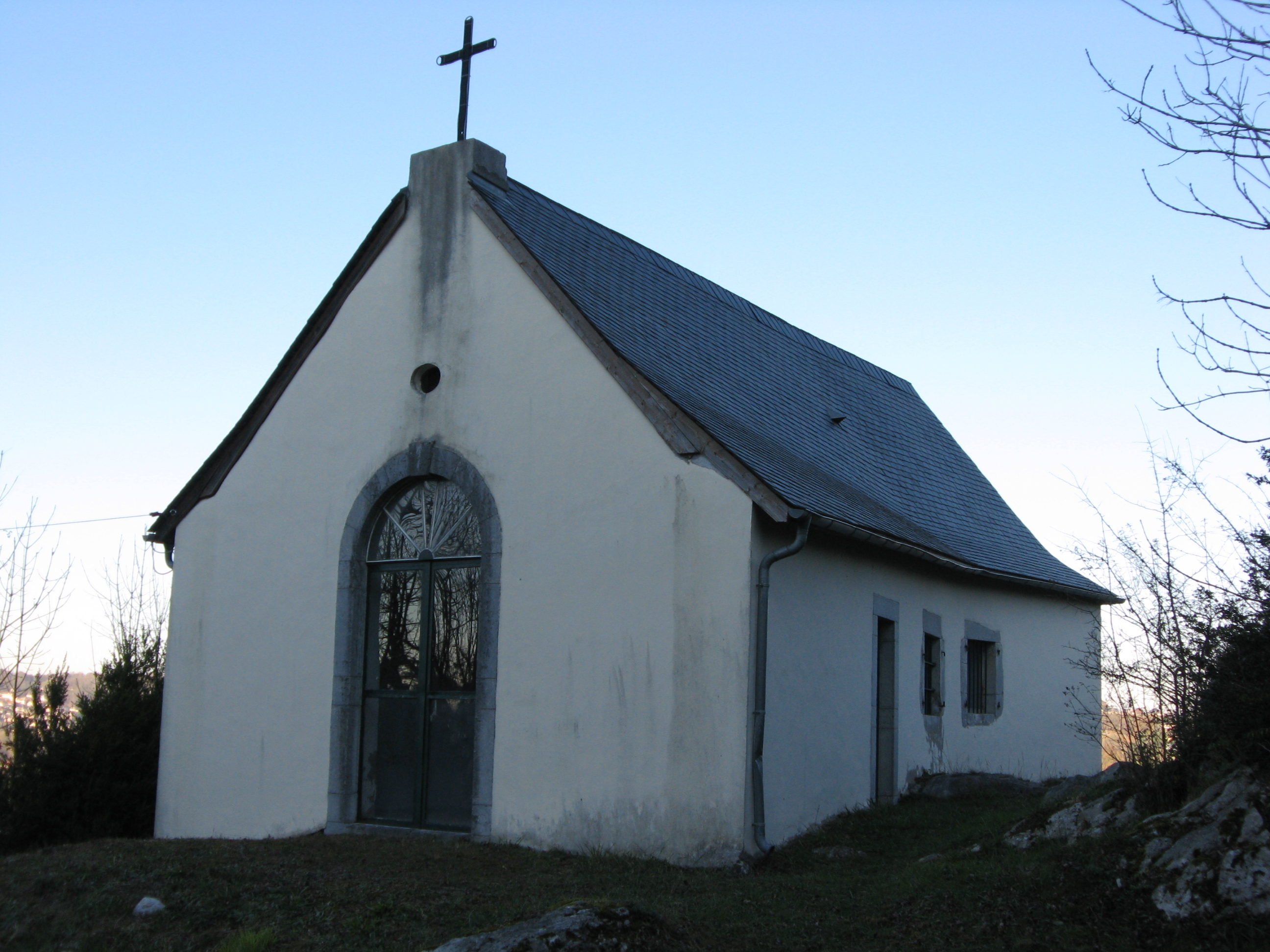
Kapelle Saint-Michel

- Kirche Saint-Germain aus dem 12. Jahrhundert, erneuert im 19. Jahrhundert
- Kapelle Saint-Michel
- Hotel Pouts, Teil der früheren Abtei aus dem 17. Jahrhundert, nach Erneuerung seit 1971 Museum, Monument historique seit 1992
- diverse Häuser aus dem 16. und 17. Jahrhundert

## Persönlichkeiten
- Jean-Lucq d’Arriule (1774–1850), Generalleutnant der Infanterie
- Édouard Piette (1827–1906), Archäologe (Prähistoriker)
- Jean-Baptiste Dortignacq (1884–1928), Radrennfahrer